# ヨウラクツツジ属
ヨウラクツツジ属（ようらくつつじぞく、瓔珞躑躅属、Menziesia）はツツジ科の属の一つ。
なお、本属は、近年の分子系統学的解析とそれに基づく形態的特徴の再検討の結果、同科のツツジ属に含められている。

## 特徴
高さ1-2mになる落葉低木で、枝は細く、よく分枝し、葉は枝に互生する。花は束状に長い花柄をもって下垂するが、果期には上向きになる。花冠はつぼ形、狭鐘形、筒型で、花冠の先が4-5裂する。
日本には7-8種、北アメリカには2種知られている。

## 種
- ツリガネツツジ Menziesia ciliicalyx
  - アラゲツリガネツツジ Menziesia ciliicalyx var. lasiostipes
  - アキツリガネツツジ Menziesia ciliicalyx var. akiensis
- ゴヨウザンヨウラク Menziesia goyozanensis
- ホザキツリガネツツジ Menziesia katsumatae
  - フタエツリガネツツジ Menziesia katsumatae f. duplex
- ムラサキツリガネツツジ Menziesia lasiophylla
  - ハコネツリガネツツジ Menziesia lasiophylla f. bicolor
- ウラジロヨウラク Menziesia multiflora
  - アズマツリガネツツジ Menziesia multiflora f. brevicalyx
  - トネツリガネツツジ Menziesia multiflora var. tsuchiyae
  - ガクウラジロヨウラク Menziesia multiflora var. longicalyx
- コヨウラクツツジ Menziesia pentandra
- ヨウラクツツジ Menziesia purpurea
- ヤクシマヨウラクツツジ Menziesia yakushimensis